# Peter Horne
Peter Horne (Kirkcaldy, 5 ottobre 1989) è un rugbista a 15 britannico, internazionale per la Scozia, che gioca nel ruolo di tre quarti centro o mediano d'apertura con i Glasgow Warriors nel Pro14. È il fratello maggiore di George Horne, anche lui rugbista internazionale per la Scozia.

## Biografia
Horne cominciò a giocare con i Glasgow Warriors nel 2008, entrando a far parte più stabilmente della formazione titolare durante il Pro12 2012-13. Contestualmente, l'8 giugno 2013 debuttò a livello internazionale con la Scozia affrontando le Samoa.
Con il suo club vinse il campionato nel 2015, primo storico titolo conquistato dai Glasgow Warriors, e durante quella stessa stagione venne pure inserito nel dream team del Pro12. Fu convocato per disputare la Coppa del Mondo di rugby 2015, giocando in tutte e cinque le partite che videro impegnata la Scozia e segnando una meta nella partita dei quarti di finale persa 35-34 contro l'Australia.

## Palmarès
- Pro12: 1
Glasgow Warriors: 2014-15